# Prix Adolf-Grimme
Le prix Adolf-Grimme (en allemand, Adolf-Grimme-Preis) est un prix qui récompense les productions télévisuelles en Allemagne. Il porte le nom du premier directeur du Nordwestdeutscher Rundfunk (NWDR, organisation responsable de l'audiovisuel public dans les Länder du Nord-Ouest de la République fédérale d'Allemagne jusque fin 1955) : Adolf Grimme.
Il est décerné annuellement par l'Institut Adolf-Grimme à Marl depuis 1964.

## Récompenses décernées

### Lauréats notables
- Hans Abich (1978)
- Mario Adorf (1994)
- Ernst Arendt (1990)
- Gabriel Barylli (1999)
- Ben Becker (1993, 1995)
- Jurek Becker (1987, 1988)
- Martin Benrath (1999)
- Bernd das Brot (2004)
- Thomas Bernhard (1972)
- Frank Beyer (1991)
- Alfred Biolek (1983)
- Suzanne von Borsody (1981)
- Friedhelm Brebeck (199?)
- Heinrich Breloer (1981, 1983, 1984, 1988, 1992, 1994, 2002)
- Nadeshda Brennicke (2000)
- Roman Brodmann (1967)
- Katrin Bühring (2002)
- Vicco von Bülow (1968, 1973)
- Axel Corti (1985, 1987, 1995)
- Gerhard Delling (2000, avec Günter Netzer)
- Renan Demirkan (1990)
- Helmut Dietl (1987, 1988)
- Hoimar von Ditfurth (1968, 1974)
- Olli Dittrich (1995, 2003, 2005)
- Elfie Donnelly (1979)
- Tankred Dorst (1970)
- Ruth Drexel (1989)
- Fritz Eberhard (1956)
- Klaus Emmerich (1984, 1990)
- Anke Engelke (1999, 2003)
- Rainer Werner Fassbinder (1974)
- Herbert Feuerstein (1994)
- Veronica Ferres (2002)
- Helmut Fischer (1990)
- Florian Fitz (1991)
- Veronika Fitz (1990)
- Jürgen Flimm (1991)
- Nina Franoszek (1998)
- Bruno Ganz (1999)
- Martina Gedeck (1998, 2002)
- Götz George (1989, 1996)
- Franz Xaver Gernstl (1992, 2000)
- Hans-Dieter Grabe (1970, 1985, 1994)
- Dominik Graf (1997, 1998, 1999, 2003, 2006, 2007, 2008, 2010, 2011, 2012)
- Herbert Grönemeyer (1988)
- Jörg Gudzuhn (1998)
- Heinz Haber (1965, 1967)
- Josef Hader (2010)
- Peter Hamm (1978)
- Corinna Harfouch (1997)
- Wendelin Haverkamp (1994)
- Elke Heidenreich (1985)
- Gert Heidenreich (1986)
- Jürgen Hentsch (2002)
- Dieter Hildebrandt (1976, 1983, 1986, 2004)
- Hans Hirschmüller (1990)
- Werner Höfer (1967, 1982)
- Jörg Hube (1992, 1993)
- Walter Jens (1984)
- Helmut Käutner (1968)
- Mauricio Kagel (1970, 1971)
- Oliver Kalkofe (1996)
- Peter Keglevic (2002)
- Otto Kelmer (1993)
- Hape Kerkeling (1991)
- Heinar Kipphardt (1965)
- Johnny Klimek (2017)
- Marianne Koch (1976)
- Sebastian Koch (2002)
- Oliver Korittke (2000)
- Lars Kraume (2000)
- Nicolette Krebitz (1994, 1995)
- Peter Krieg (1981, 1983)
- Manfred Krug (1987, 1988)
- Hans-Joachim Kulenkampff (1985)
- Stefan Kurt (1997, 1999)
- Klaus Lemke (de) (1979)
- Michael Lentz (1983,1986)
- Jürgen von der Lippe (1994, 2007)
- Lyrikline.org (2005)[1]
- Klaus Löwitsch (1998)
- Peter Lustig (1980,1982)
- Armin Maiwald (1988)
- Karl-Dieter Möller (1998)
- Tobias Moretti (1999, 2002)
- Armin Mueller-Stahl (2002)
- Günter Netzer (2000, avec Gerhard Delling)
- Christine Neubauer (1992, 1999)
- Monika Neven du Mont (1996)
- Jennifer Nitsch (1995)
- Leonie Ossowski (1973, 1980)
- Heinrich Pachl (1986)
- Lucia Palacios (2008)
- Peter Patzak (1985)
- Sissi Perlinger (1997)
- Jo Pestum
- Wolfgang Petersen (1978)
- Christian Petzold (2003, 2005)
- Dieter Pfaff (1996)
- Michael Pfleghar (1975)
- Ulrich Plenzdorf (1995)
- Jindrich Polak (1981, 1993)
- Gerhard Polt (1981, 1983)
- Klaus Pönitz (1993)
- Ponkie (1991)
- Dietmar Post (2008)
- Willy Purucker (1992)
- Will Quadflieg (1994)
- Leonhard Reinirkens (1967)
- Marcel Reif (2003)
- Sophie Rois (2002)
- Gernot Roll (1982, 1985, 1993, 2000)
- Lea Rosh (1983, 1985)
- Jürgen Rühle (1980)
- Udo Samel (1987)
- Otto Sander (1995)
- Hans-Christian Schmid (1998)
- Werner Schmidbauer (1984)
- Harald Schmidt (1992, 1997, 2002)
- Kolin Schult (1996)
- Rolf Schübel (1970, 1972, 1986, 1990)
- Walter Sedlmayr (1973)
- Eyal Sivan (2001)
- Walter Sittler (1998)
- Oliver Stritzel (1996)
- Katharina Thalbach (1997)
- Robert Thalheim (2011)
- Lars von Trier (1996)
- Ulrich Tukur (2000)
- Thomas Valentin (1981)
- Dana Vávrová (1983)
- Bernhard Wicki (1988)
- Lida Winiewicz (1976)
- Rainer Wolffhardt (1968, 1992)
- Peter Zadek (1970, 1972)
- Helmut Zenker (1985)
- Dieter Zimmer (1988)
- Eduard Zimmermann (1967)
- Jan Böhmermann (2014, 2016)

### Meilleures séries

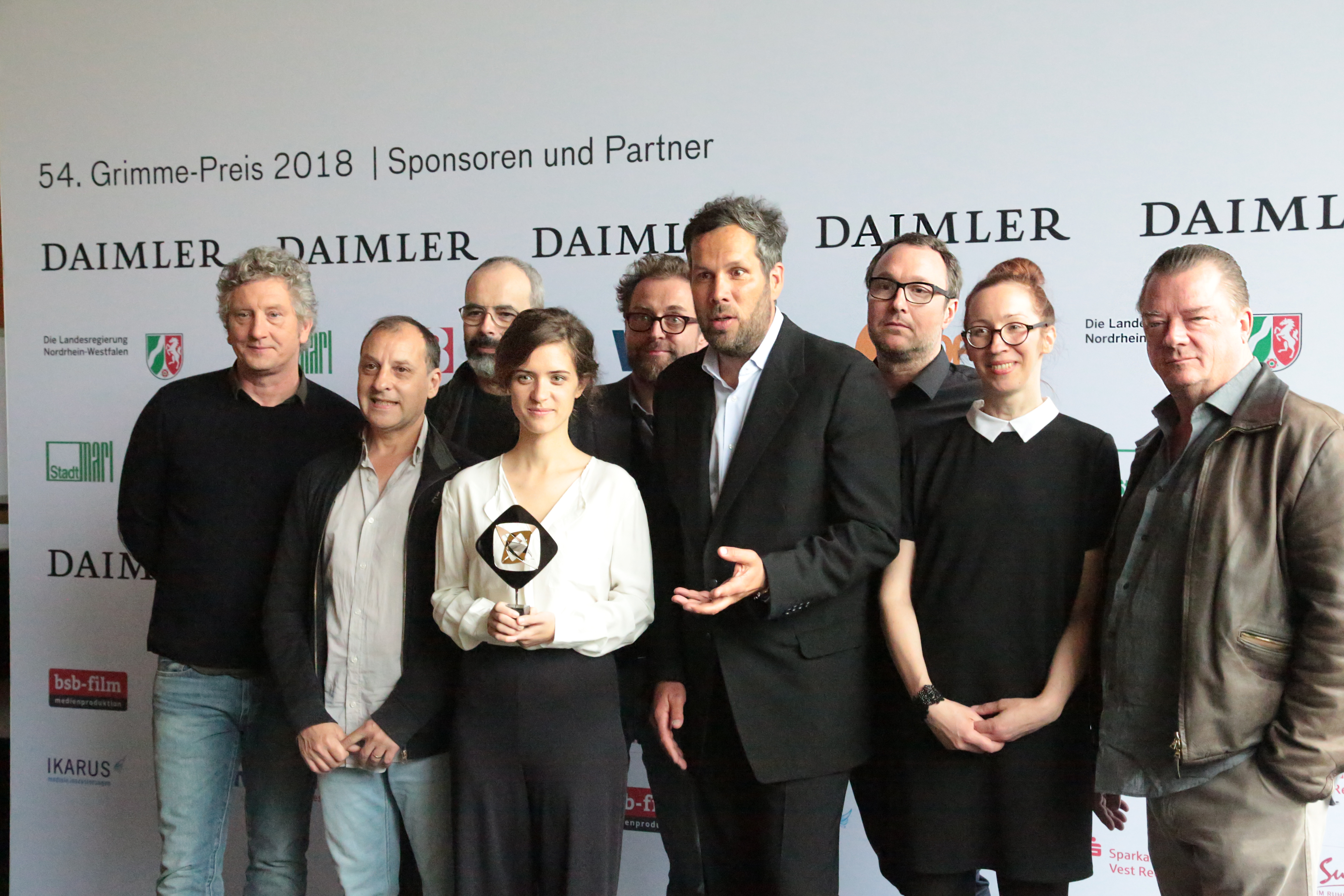
Remise du prix à la série Babylon Berlin en avril 2018

- 1997 : Les Alsaciens ou les Deux Mathilde - Série télévisée sortie en 1996 -  décerné à Henri de Turenne, Michel Deutsch, Aurore Clément et Manfred Andrae
- 2018 : Babylon Berlin